# Efraín Ríos Montt
José Efraín Ríos Montt (født 16. juni 1926, død 1. april 2018) var en guatemalansk general, de facto præsident og diktator, som i 2013 blev dømt for folkedrab og forbrydelser mod menneskeheden.
Den 7. marts 1982 vandt general Ángel Aníbal Guevara det guatemalanske præsidentvalg. Den 23. marts 1982 tog Ríos Montt magten i et statskup sammen med flere andre højtstående generaler i den guatemalanske hær. Dette statskup blev i det stille støttet af det amerikanske CIA. En militær junta blev oprettet med Rios Montt som leder og statsoverhoved.
Noget af det første juntaen gjorde, var at erklære grundloven ugyldig og afsætte den lovgivende forsamling, oprette flere hemmelige domstole og føre en aggressiv kampagne mod politiske dissidenter og modstandere af regimet. Kampagnen medførte kidnapninger, tortur og drab, som aldrig blev efterforsket.
Imidlertid blev Ríos Montt væltet af sin forsvarsminister, Óscar Humberto Mejía Victores, i et andet statskup den 8. august 1983. 
I 2003 stillede han uden held op til præsidentvalget som kandidat for Guatemalas Republikanske Front (FRG). 
I 2007 vendte Ríos Montt tilbage til et offentligt embede som medlem af Kongressen og fik anklagemyndighedens immunitet, også i et par langvarige retssager mod ham om krigsforbrydelser. En række af hans tidligere ministre og rådgivere fik ligeledes immunitet. Ríos Montts immunitet sluttede den 14. januar 2012, da hans embedsperiode løb ud. Den 26. januar 2012 mødte Ríos Montt op i retten i Guatemala og blev formelt tiltalt for folkedrab og forbrydelser mod menneskeheden. 

## Retssager

### I Spanien
I 1999 præsenterede den guatemalanske Nobels fredspris-prismodtager Rigoberta Menchú en række af forbrydelser som tortur, folkemord, ulovlig tilbageholdelse og statsstøttet terrorisme begået af Ríos Montt og fire andre pensionerede guatemalanske generaler, to af dem tidligere præsidenter. Tre andre civile, der var embedsmand i 1978 og 1982, blev også tiltalt. 
I september 2005 fastslog Spaniens forfatningsdomstol, at spanske domstole kunne prøve disse personer for anklager om forbrydelser mod menneskeheden, selv om ofrene ikke var af spansk oprindelse. I juni 2006 rejste den spansk dommer Santiago Pedraz til Guatemala for at afhøre Ríos Montt og de andre som er tiltalt i sagen. Men mindst 15 klager indgivet af forsvarsadvokater forhindrede Pedraz i at udføre disse undersøgelser.
Den 7. juli [år?] udstedte Pedraz en international arrestordre mod Efraín Ríos Montt og de tidligere præsidenter Óscar Humberto Mejía Victores og Romeo Lucas García (sidstnævnte døde i maj 2006 i Venezuela). En arrestordre blev også udstedt imod de pensionerede generaler Benedicto Lucas García og Aníbal Guevara. Tidligere indenrigsminister Donaldo Álvarez Ruiz og ex-politichefer German Chupina Barahona og Pedro García Arredondo var også på de internationale arrestordrer. Ríos Montt indrømmede i juli 2006 på en pressekonference, at der var begået visse "udskejelser" af hæren under hans styre, men han benægtede ihærdigt sin skyld i disse. 